# Craig N. Murphy
Craig N. Murphy (* 14. November 1953) ist ein US-amerikanischer Politikwissenschaftler, der als Professor am Wellesley College forscht und lehrt. Sein Fachgebiet sind die Internationalen Beziehungen. 2000/01 amtierte er als Präsident der International Studies Association (ISA).
Murphy, der sein Master-Examen (1976) und die Promotion zum Ph.D. (1980) an der University of North Carolina at Chapel Hill ablegte, wirkt seit 1981 am Wellesley College, bis 1987 als Assistant Professor, dann bis 1992 als Associate Professor, dann bis 1996 als Full Professor und von 1996 bis 2015 als M. Margaret Ball Professor of International Relations und seither als Betty Freyhof Johnson ’44 Professor of Political Science.

## Schriften (Auswahl)
- The United Nations Development Programme. A better way? Cambridge University Press, Cambridge/New York 2006, ISBN 9780521683166.
- Global institutions, marginalization, and development. Routledge, London/New York 2005, ISBN 0415700558.
- International organization and industrial change. Global governance since 1850. Oxford University Press, New York 1994, ISBN 0195210719.
- The emergence of the NIEO ideology. Westview Press, Boulder 1984, ISBN 0865316643.